# 도다리
도다리(영어: ridged-eye flounder, frog flounder, 학명: Pleuronichthys cornutus)는 가자미과의 물고기이다.

## 몸의 모습
몸길이 30 cm 정도이고 마름모꼴이다. 두 눈은 몸의 오른쪽에 있고 크게 튀어나왔으며, 주둥이는 짧고 입은 작다. 눈이 있는 쪽의 몸빛은 개체변이가 심한데, 보통 회색·황갈색 바탕에 크고 작은 암갈색 무늬가 흩어져 있다.

## 산란기
산란기는 한국의 남해에서는 늦가을에서 초겨울, 일본에서는 3-5월경이다.

## 자람
도다리는 수심이 조금 깊은 곳의 모래와 개펄에 많다. 어린 새끼가 자라서 몸길이가 2.5 cm 정도가 되면 바다 밑바닥에 내려가 저생 생활로 들어간다.

## 먹이
갯지렁이·조개·단각류·새우·게 등을 잡아먹고 사는데, 한국에서는 회로 많이 먹는다. 한국 전 연안과 일본 홋카이도, 중국 연안에 분포한다.

## 흰살생선
도다리는 영양학적으로 단백질을 다량 함유하고 있는 대표적인 흰살 생선이다. 흔히 '봄 도다리, 여름 민어, 가을 전어, 겨울 넙치'가 으뜸이라고 말한다. 이는 제철 어류들이 산란을 위해 영양분인 지방을 많이 축적함으로써 맛이 가장 좋을 시기이기 때문이다 그러나 실제로는 봄이 제철이 아니다 5~6월부터 조금씩 살이 오르다가 9~11월에 피크를 찍는생선이다 즉 가을이 실제철 이라는것

## 구분
이 가운데 도다리는 도다리라는 표준명칭이 있는데도 불구하고, 일부 사람들은 가자미를 통틀어 도다리로 잘못 부르고 있다. 특히 넙치와 구별하기 위해 '좌광우도'라고도 하지만 입이 크고 이빨이 있으면 넙치, 반대로 입이 작고 이빨이 없으면 도다리로 구분된다. 양식산 어류 가운데 상당량을 차지하고 있는 넙치에 비해 도다리는 양식이 되지 않아 거의 자연산이다. 이에 반해 강도다리는 고부가가치 어종으로 인정받아 현재 양식을 하고 있다. 육질은 넙치보다 진한 분홍색을 띠는 고급횟감이며, 지방함량이 넙치에 비해 낮아 맛이 매우 담백하다. 여기에다 거의 자연산인 도다리는 육질의 탄력성이 넙치보다 훨씬 뛰어나 쫄깃쫄깃한 씹힘성이 일품으로, 한국인의 기호에 잘 맞는 어종으로 평가받고 있다.